# Томас Вісс
Томас Вісс (нім. Thomas Wyss, нар. 29 серпня 1966) — швейцарський футболіст, що грав на позиції півзахисника, зокрема, за клуб «Люцерн», а також національну збірну Швейцарії.
По завершенні ігрової кар'єри — тренер.

## Клубна кар'єра
У дорослому футболі дебютував 1985 року виступами за команду клубу «Люцерн», в якій провів один сезон, взявши участь в одному матчі чемпіонату. 
Згодом з 1986 по 1994 рік грав у складі команд клубів «Аарау», «Грассгоппер», «Санкт-Галлен» та «Аарау». З «Грассгоппером», в якому провів півтора сезони, 1990 року виборов титул чемпіона Швейцарії і став володарем національного кубка.
1994 року повернувся до «Люцерна», за який відіграв останні вісім сезонів своєї кар'єри. Більшість часу, проведеного у складі «Люцерна», був основним гравцем команди.

## Виступи за збірну
1988 року дебютував в офіційних матчах у складі національної збірної Швейцарії. Наступного виходу на поле у формі збірної довелося чекати шість років — 1994 року він провів п'ять ігор за збірну, у тому числі один матч в рамках чемпіонату світу 1994 року у США.
Свій останній, одинадцятий, матч за швейцарську збірну провів 2000 року.

## Кар'єра тренера
Протягом 2003–2005 років очолював тренерський штаб клубу «Цуг-94».

## Титули і досягнення
- Чемпіон Швейцарії (1):

«Грассгоппер»: 1989-1990
- Володар Кубка Швейцарії (1):

«Грассгоппер»: 1989-1990
- Володар Суперкубка Швейцарії (1):

«Грассгоппер»: 1989